# Deborah Bailey
Deborah Bailey (Estados Unidos) é uma ex-ginasta estadunidense, que competiu em provas de ginástica artística.
Bailey fez parte da equipe estadunidense que disputou os Jogos Pan-americanos de Winnipeg. Neles, foi membro da seleção tricampeã por equipes, ao superar as canadenses pela terceira vez consevutiva. Individualmente, subiu ao pódio como segunda ranqueada na trave de equilíbrio, em prova vencida pela cmpatriota Linda Metheny, encerrando a compatição com duas medalhas.